# 胡子昂

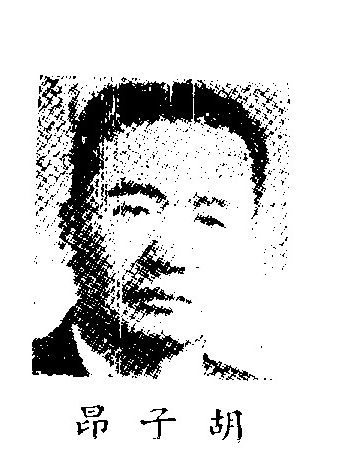
出席制憲國民大會代表時

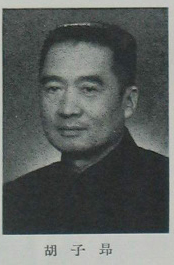
出席政協代表時

老年的胡子昂

胡子昂（1897年3月—1991年11月19日），名鶴如，字子昂，四川巴縣人，中华人民共和国政治人物，原副国级领导人。中國民主建國會創始人之一，是重慶市選出的第一屆立法委員。现存胡子昂旧居在重庆渝中区。

## 生平
胡子昂是四川省重慶府巴縣南城坪人。

### 北洋時期
在巴縣中學讀書時，受辛亥革命的影響，參加遊行和宣傳活動。1919年，他就讀於北京農業專科學校（今北京農業大學前身）時，投身於“五四”運動。1923年畢業回川後，曾任巴縣中學教員、校長、巴縣農會會長、重慶市教育局長等職。
1925年，英國軍艦炮轟萬縣，造成歷史上有名的“萬縣慘案”，引起了中國人民的強烈憤慨。胡子昂代表重慶各界攜款前往萬縣慰問抗英軍民，並寫文章、拍照片，揭露帝國主義的暴行。
1926年，胡子昂轉入軍界，任劉文輝為軍長的24軍的政務委員會建設股主任，並任川康邊防督辦公署邊務處長，總攬川康交界20多個縣的縣政。在他主持川康邊務期間，開銅礦、建農場、辦銀行、禁鴉片、輕賦稅。

### 國民政府前期（抗戰前）
1930年在南昌任江西農業學院總務主任兼技師、江西省農場場長。1932年，適逢胡子昂的聯宗兄弟胡仲實、胡叔潛兄弟二人在重慶籌組華西興業公司，後力邀胡子昂共創華西事業。
1935年胡子昂重返重慶，與友人共同經營重慶華西興業公司。在過去承建重慶電力廠取得成功的基礎上，胡子昂親自抓了重慶自來水的改建工程，並兼任重慶自來水公司經理兩年。1935年冬，胡子昂等負責承建四川水泥廠，經常親臨施工現場指揮作業，1937年10月，該廠正式投產，成為西南地區最早出現的年產量45噸的水泥廠。此外，胡子昂等領導的華西公司還在成都、重慶等地承建或改建了電力廠、銀行、學校、倉庫、辦公民用房等以及當時成渝鐵路第一總段68.25公里的築路工程等一系列工程。
1937年，胡子昂等在已有的汽車修理廠的基礎上，建起了華興機器廠、華聯鋼鐵廠以及華西豬鬃廠、華泰水廠、華一磚瓦廠、礦場等，形成一批華西系列工廠。

### 抗戰及陪都時期
1937年底，胡子昂集資在重慶南岸銅元局、天臺崗、馬鞍山等地辦起了裕華農場。華西公司從成立到1939年，在短短幾年時間裡，發展為西南地區最大的一家工程技術和工礦企業。
1938年開始，胡子昂等即著手籌建中國興業公司，5月，胡子昂飛赴漢口向國民政府申請貸款，擬將華聯鋼鐵廠擴建為大型鋼鐵企業。1939年7月，在華西公司基礎上組建成立了官商合辦的中國興業公司，公司董事長為孔祥熙，中國實業銀行董事長傅汝霖任總經理，胡子昂任協理（副總經理）。胡子昂參與主持實施了鋼鐵廠的擴建工程，使之成為抗戰後方民營鋼鐵廠中最大的企業，為戰時的軍需民用提供了大量的鋼鐵和各種器材。1942年初，胡子昂辭職到成都任四川省建設廳廳長。
1941年，胡子昂自籌資金150萬元，在重慶開辦了華康錢莊，親任董事長兼總經理。1944年改為華康銀行，並陸續在成都、武漢、上海設分行，成為重慶一家比較有影響的銀行。1944年1月。因中國興業公司管理混亂，經營虧損，重新起用胡子昂到公司任總經理，中國興業公司資金、業務、生產均出現極大困難。1945年11月28日，國民政府經濟部通知中國興業公司全部停工清理資產、遣散員工，中國興業公司徹底倒閉。
1945年秋，胡子昂積參與中國民主建國會在重慶的建立，1946年，胡子昂出任重慶市參議會議長，擔任重慶中華職業教育社輔導委員會主任委員，並被選為國民參政會參政員和立法委員。1948年底，胡子昂離開重慶到香港。

### 中華人民共和國時期
1949年9月，胡子昂應中共中央邀請，由香港到北京，參加了第一屆中國人民政治協商會議和中華人民共和國開國大典。12月隨劉鄧返回西南，回到重慶，任西南軍政委員會委員、西南財經委員會委員、重慶市副市長。 
1949年9月出席中國人民政治協商會議第一屆全體會議。中華人民共和國建立後，歷任重慶市工商聯主任委員，重慶市政協副主席、副市長。1951年將經營的企業股票和房產等全部無償交給國家。1956年後，歷任中國民主建國會中央副主任委員，全國工商聯副主任、主任委員，全國政協第二、三、四屆委員，第五、六、七屆副主席，第二、 三、四、五屆全國人大常委會委員、中國工商經濟開發公司董事長等職。 
在此期間，他將其經營的華康銀行及四川水泥公司、中國興業公司、華西公司、自來水公司等企業的全部股票和房產上交政府。
1978年後，胡子昂經常出現在各地民建、工商聯的基層組織，經過大量深入的調查研究，與胡厥文、季方多次聯名給中共中央寫信，如1981年提出的《關於進一步加強設備管理工作的建議》，1982年提出的《關於扶持和振興中藥事業的建議》，1983年6月所擬的《關於恢復和發展傳統食品的建議》等，其中不少被有關部門採納。
1979年，全國工商聯第四屆會員代表大會和民建第三次全國代表大會在京聯合召開。胡子昂當選為全國工商聯主委，1984年，胡子昂親自籌辦了全國第一家綜合性多職能的貿易商社—中國工商經濟開發公司，並親任董事長。1988年，辭去全國工商聯主席職務。
1991年11月19日胡子昂在北京逝世，享年94歲。

## 和胡子昂相關的史料與研究
- 愛國工商界的楷模-沉痛悼念胡子昂同志 --- 榮毅仁，孫孚淩，經叔平。《中國工商》1992年01期。
- 趙建國，1995.11，鋼鐵巨擘胡子昂  中國人民解放軍出版社